# Гигантски японски стършел
Гигантският японски стършел (Vespa mandarinia japonica) е жилещо насекомо – подвид на гигантския азиатски стършел (Vespa mandarinia). Представлява голямо насекомо, като възрастните индивиди достигат до 4 cm дължина и развиват 6 cm размах на крилата. Притежава голяма жълта глава с две големи и три малки очи, кафяв торакс с крила и коремче с кафяви и жълти ивици. Както подсказва името му, този вид стършел обитава японските острови, като предпочита селскостопанските райони, където може да намери високи дървета за гнездене. Японското название на този вид стършели е сузумебачи (スズメバチ（雀蜂、胡蜂）, „Врабче-пчела“)

## Описание
Гигантският японски стършел живее в колонии. Работничките събират храна, за да хранят ларвите в гнездото. В менюто им влизат главно насекоми, голяма част от които са вредители по културите и поради това гигантският японски стършел често се смята за полезно насекомо. С мощните си челюсти работничките разчленяват телата на своите жертви, за да отнесат в гнездото само най-питателните части като, например, летателните мускули. В гнездото работничките сдъвкват плячката, превръщайки я в паста, с която хранят своите ларви, които в замяна отделят течност, с която се хранят работничките. Тази течност, известна като веспааминоацид (VAAM), е единствената храна, с която работничката се храни през целия си живот на възрастно насекомо, което е забележително, като се има предвид, че един възрастен индивид може да измине 100 km на ден и да развива скорост на летене от 40 km/h. Веспааминоацидът позволява интензивна мускулна дейност за продължителен период от време, поради което често се синтезира в лабораторни условия, за да се използва като стимулатор за спортисти.

## Избиване на пчелите
В Япония все повече пчелари се преориентират към отглеждането на европейска медоносна пчела (Apis mellifera), която е предпочитана пред японската медоносна пчела (Apis cerana japonica) заради по-големите количества мед, които се добиват от европейския вид.
Европейската медоносна пчела обаче е лесна и предпочитана плячка за гигансткия японски стършел. Ако един стършел открие пчелен кошер, той маркира кошера, като оставя феромон, който привлича другите стършели от гнездото. Един гигантски стършел може да убие около 40 пчели за минута, а група от 30 възрастни индивида унищожава пчелен кошер от 30 хиляди пчели за малко повече от три часа. Основна цел на стършелите са ларвите на пчелите и медът, с които стършелите хранят своите ларви.
От друга страна, японската медоносна пчела е развила механизъм за защита срещу гигантския стършел. Когато един стършел, който се приближава до пчелния кошер, за да го маркира с феромон, бъде забелязан от пчелите, рояк от около 500 разярени японски пчели излитат от кошера и се скупчват около стършела, образувайки плътна топка около него. Чрез вибриране с телата си, пчелите отделят телесна температура и въглероден диоксид, които насочват чрез крилата си към центъра на топката, повишавайки температурата в нея до около 47 °C, а концентрацията на въглероден диоксод – до нива, при които стършелът не може да оцелее. И тъй като при тези условия пчелите оцеляват при по-високи температури от стършела, последният умира, преди да е оставил феромонна следа по кошера на пчелите.

## Отровата на стършела
Гигантският японски стършел е голям и плашещ, но не е агресивен, освен ако се чувства застрашен. Възрастните притежават отрова, която впръскват чрез своето 6 милиметрово жило и която атакува нервната система и унищожава меките тъкани на жертвите. Отровата на гигантския японски стършел не е по-смъртоносна от отровата на други отровни стършели (притежава смъртоносна концентрация LD50 от 4,6 мг./кг, което е четири пъти по-малко от отровата на Филипинския стършел – LD50 1.4 мг./кг). Опасността от отровата на гигантския японски стършел се крие в голямото количество, което стършелът отделя с всяко едно ужилване. Ужилването е изключително болезнено и налага спешна хоспитализация. Освен това ужилването от гигантски японски стършел може да причини и бъбречна недостатъчност. Всяка година в Япония средно 40 души умират от анафилактичен шок след ужилване от гигантски стършел.